# صبة

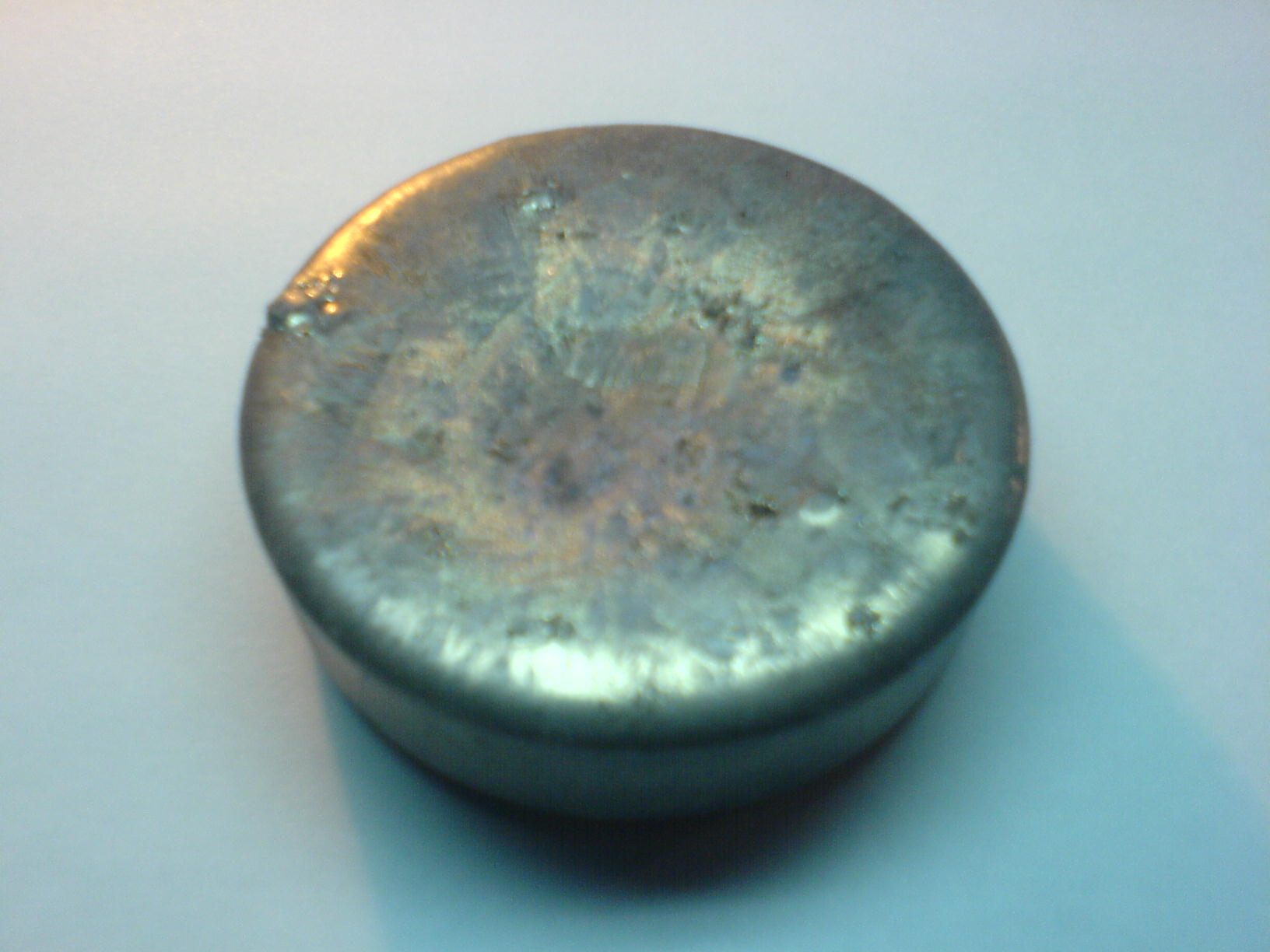
سبيكة من الرصاص مصبوبة.

الصبة هي مادة وتكون في أغلب الأحيان معادن وتصب لشكل مناسب وتستخدم في عمليات صناعية أخرى.
تحضر المواد غير المعدنية وشبه موصلة مع كميات كبيرة من الرغوة والتي يُشار إليها بالصبّة، خاصة عندما تسبك بطرق التي تعتمد على القوالب.

## الأنواع
المعادن، سواء كان نقي أو شائب، يسخن حتى يتجاوز نقطة الانصهار ويصب في قالب أو سبيكة باستخدام طريقة القالب المعتدل.يصنع بوليستيرين والصبّات البلورية الأحادية من مواد شبه موصلة وذلك بتسخينها إلى حد الانصهار.

## معرض صور

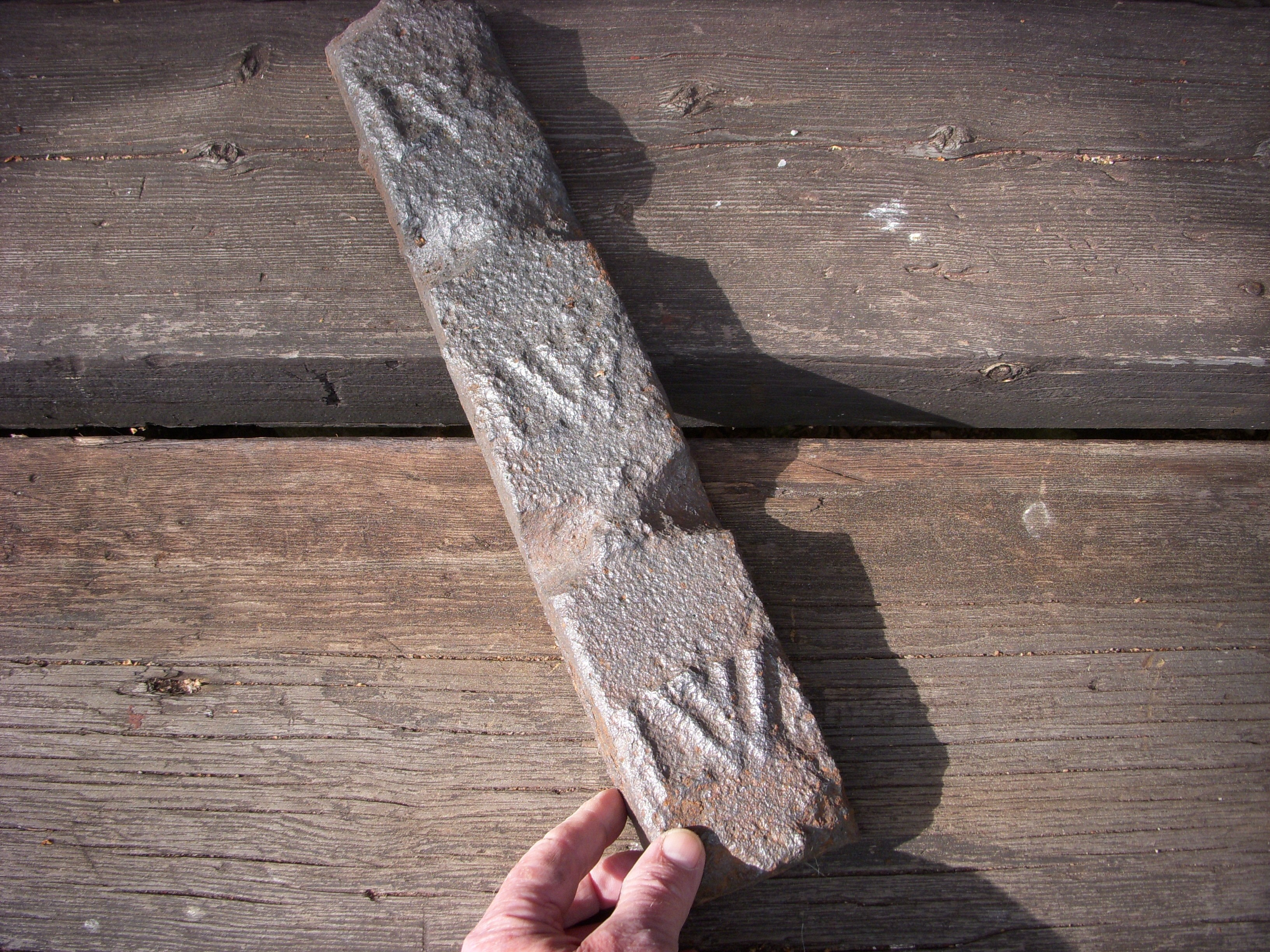
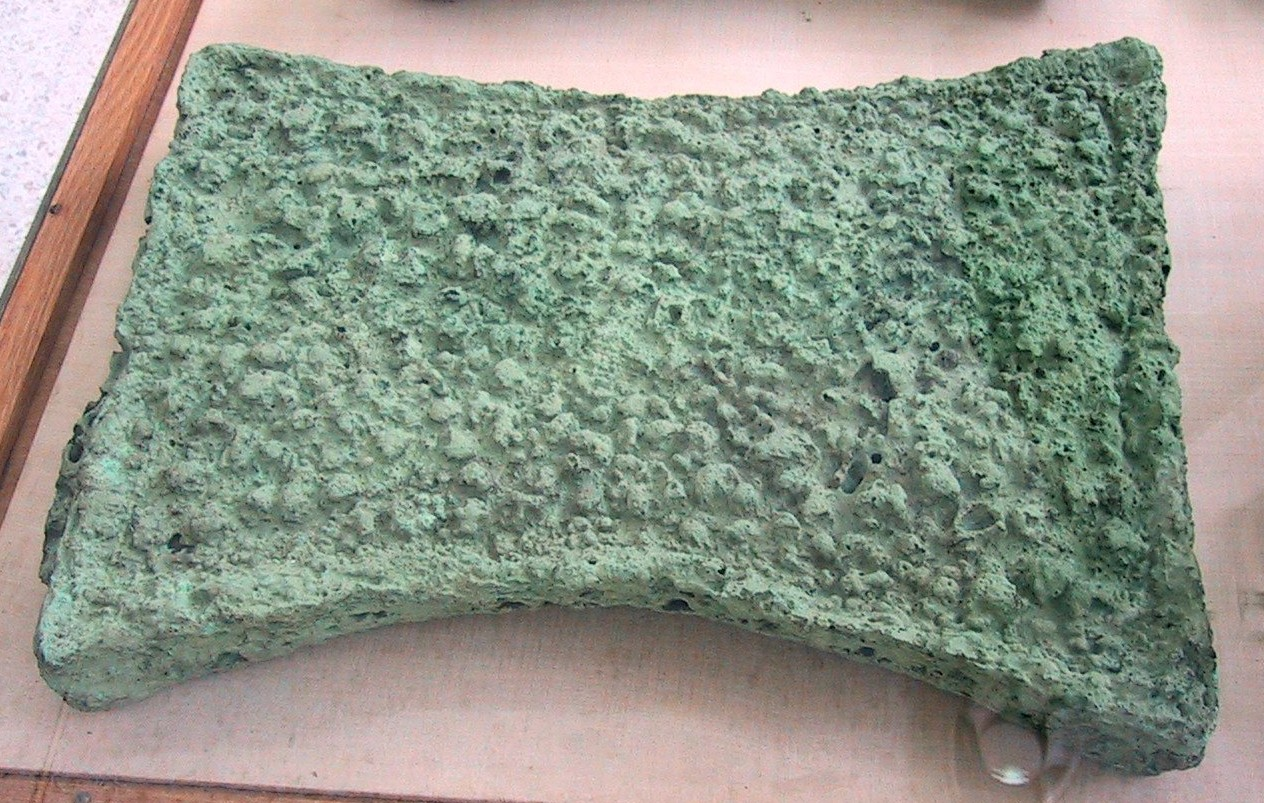
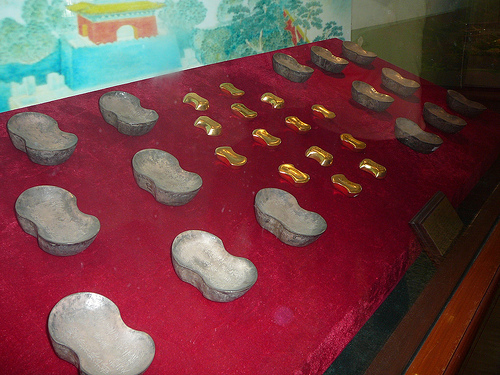
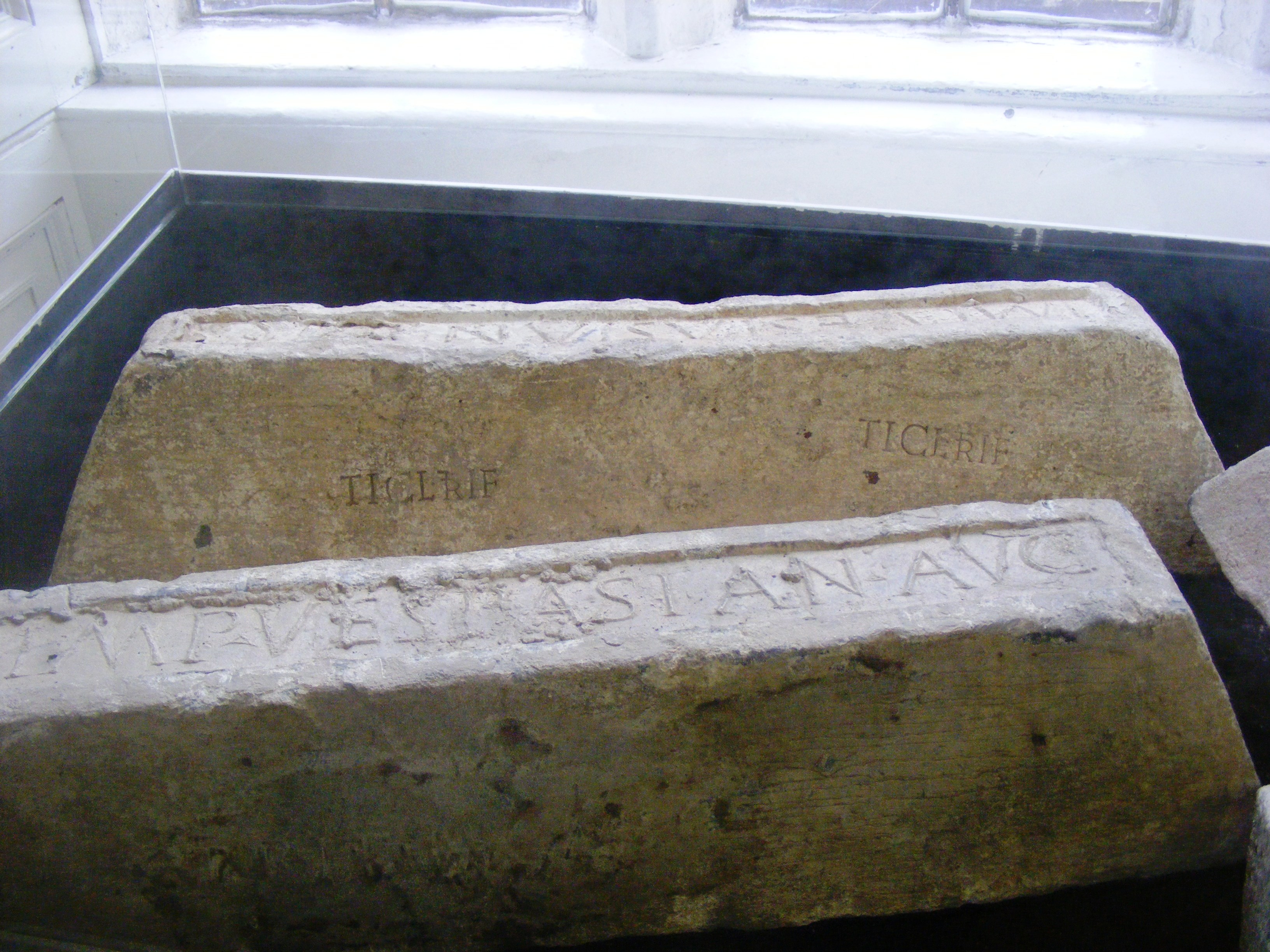